# Вегетарианская кухня

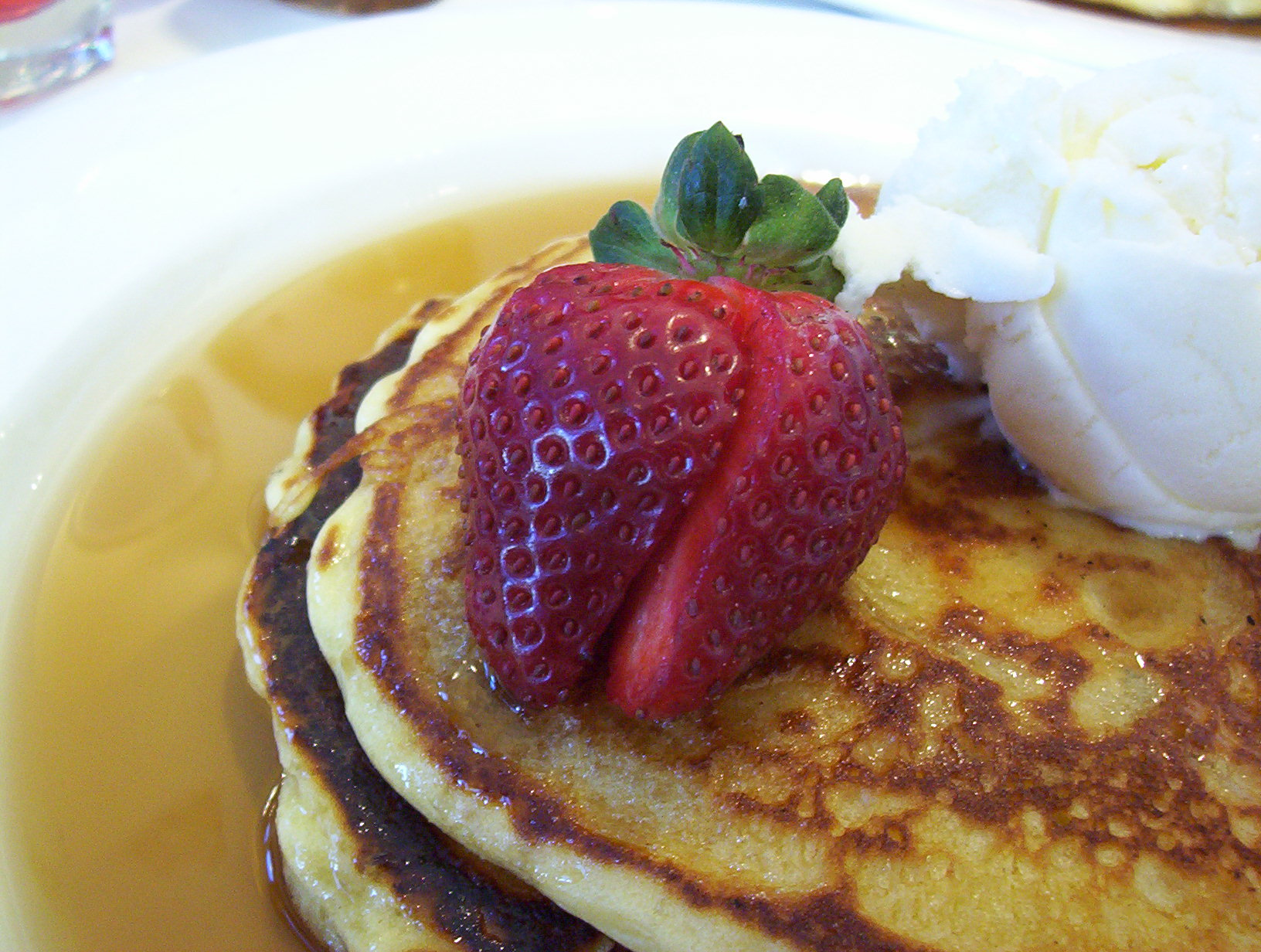
Блины и ягода

Вегетарианская кухня — кухня, которая объединяет в себе как традиционно вегетарианские блюда разных кухонь мира, так и адаптированные версии изначально невегетарианских блюд. Она характеризуется прежде всего отсутствием убойной пищи.

## Разновидности
Как и вегетарианство, вегетарианская кухня имеет несколько разновидностей и в целом характеризуется отсутствием убойной пищи (мяса, рыбы, птицы, морепродуктов животного происхождения и всех продуктов, изготовленных из них). В зависимости от вида вегетарианства в вегетарианской кухне могут как присутствовать, так и отсутствовать некоторые из следующих продуктов: молочные продукты, яйца, мёд.
Веганская кухня исключает все продукты животного происхождения.

## Продукты

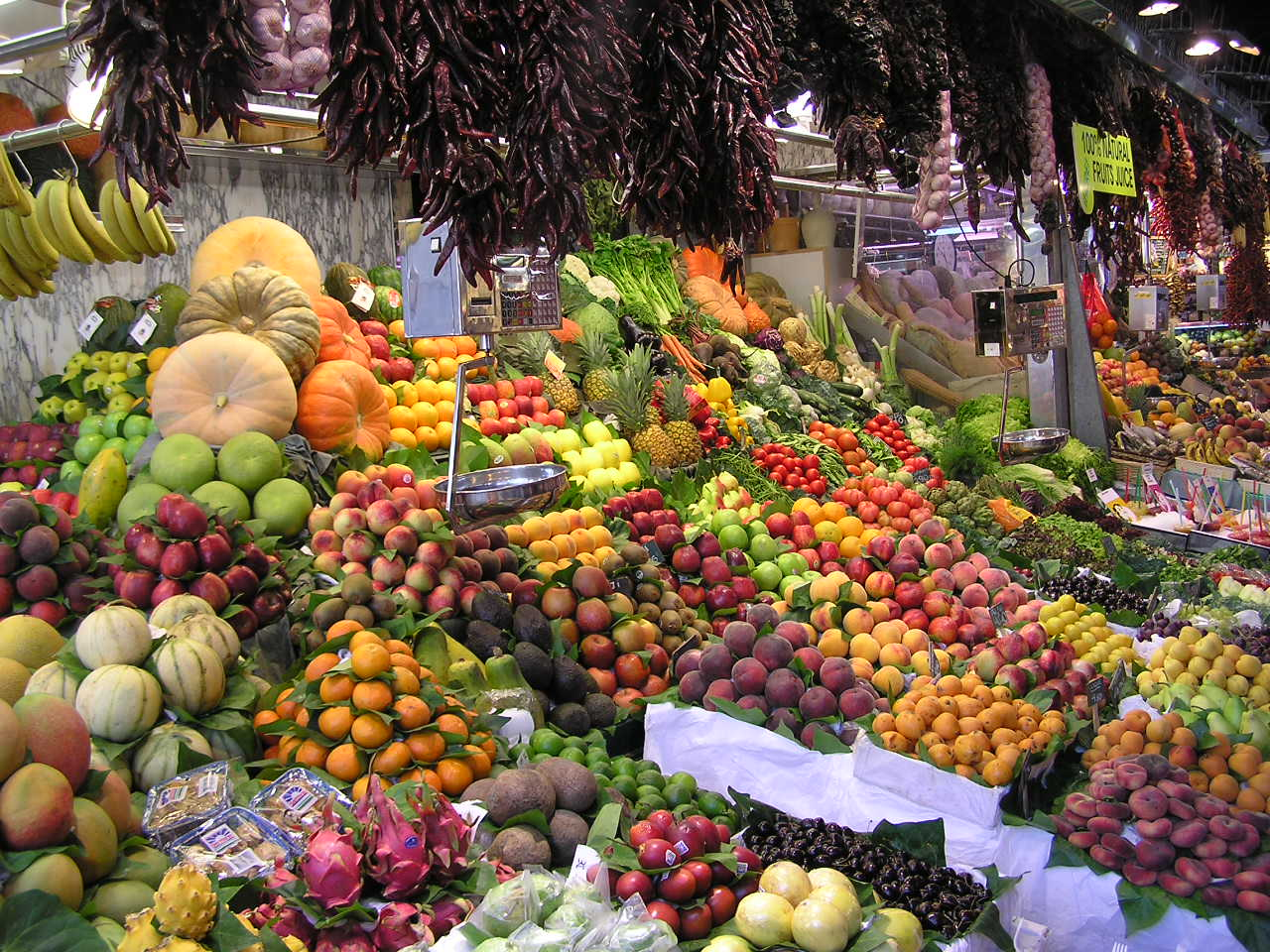
Овощи и фрукты на рынке

Многие вегетарианцы, отказываясь от убойной пищи, существенно расширяют свой рацион за счёт сравнительно редких или малораспространённых продуктов питания. Частично поэтому вегетарианская кухня характеризуется относительным разнообразием растительных продуктов.
К продуктам, используемым, как правило, всеми вегетарианцами, относятся:
- Злаки и продукты из них:
хлебобулочные изделия, макаронные изделия, крупы, сухие завтраки и хлопья, каши, рис, гречиха, пшено, ячмень, пшеница, рожь, булгур, киноа, кускус и другие, а также мука из них и их ростки;
- Бобовые и продукты из них — большей частью именно они заменяют (по пищевой ценности) продукты животного происхождения:
горох, фасоль, бобы, соя и соевые продукты (тофу, соевое молоко, соевое мясо), нут, чечевица, бобы мунг (маш), арахис и другие, а также мука из них и их ростки. Бобами являются также бобы какао;
- Овощи,
в том числе квашеные и солёные;
- Фрукты,
в том числе сухофрукты;
- Орехи и семечки:
семена подсолнуха, семена тыквы, кунжут (сезам), чиа, грецкие орехи, фундук, кешью, льняное семя и другие;
- Растительные масла:
подсолнечное, оливковое, кукурузное, соевое, арахисовое, кунжутное, пальмовое, кокосовое, льняное масла, растительный маргарин, твёрдые растительные жиры, какао-масло и другие;
- Грибы:
шампиньоны, белые грибы, опята, вёшенки, шиитаке и прочие съедобные грибы;
- Приправы:
см. статью Приправы;
- Прочие продукты:
продукты, обычно не причисляемые к вышеупомянутым категориям, в частности оливки, водоросли и другие.

В вегетарианской кухне, помимо привычных продуктов питания, нередко присутствуют некоторые особые продукты, которые практически незнакомы широкому слою населения. Это, в частности:
- в первую очередь, богатые белком продукты из сои и пшеницы: тофу, соевое молоко, соевое мясо, сейтан, темпе и другие;
- распространённые в отдельных странах, иногда экзотические, продукты, которые стали доступны во всём мире: амарант, киноа, авокадо, мисо, водоросли, приправы и другие.

## Напитки
Почти все напитки являются вегетарианскими, большинство из них являются также веганскими. Исключение составляют лишь некоторые напитки. Например, при очистке некоторых алкогольных напитков используются продукты животного происхождения. Среди таких «невегетарианских» напитков некоторые сорта вина и дистиллятов, некоторые британские марки пива.

## Традиционные вегетарианские блюда

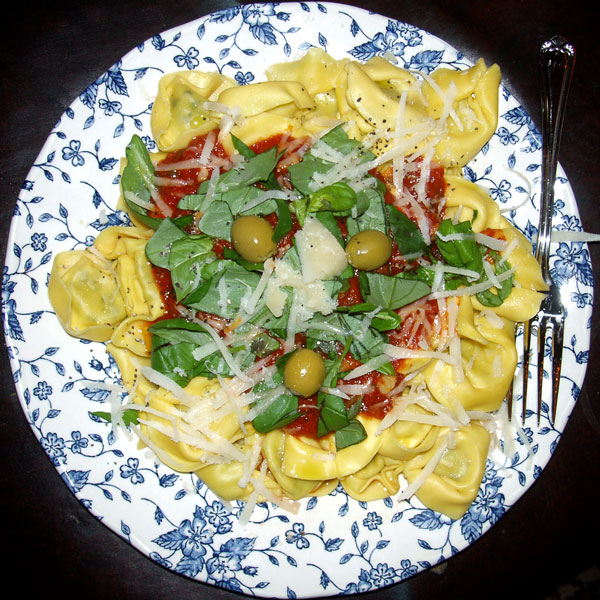
Блюдо итальянской кухни, в котором наличие мяса необязательно: тортеллини (на фото: вегетарианские тортеллини)

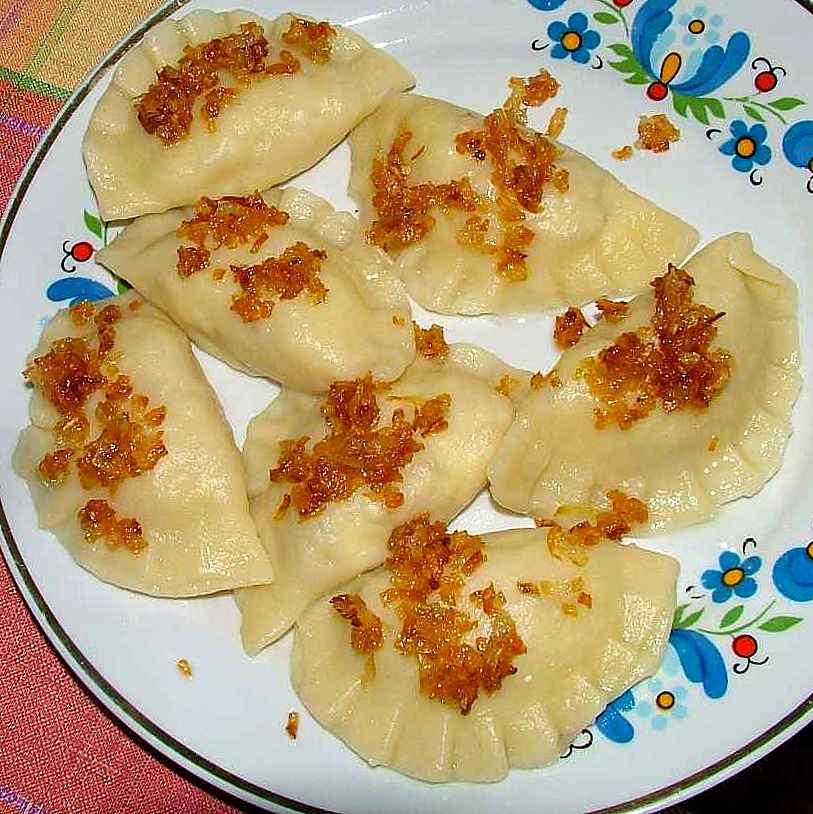
Традиционные польские пероги с картошкой и жареным луком

Многие традиционные блюда либо являются вегетарианскими, либо наличие в них убойной пищи необязательно. Некоторые готовятся только из растительных продуктов и являются веганскими. Совокупность таких блюд, зачастую заимствованных из различных национальных кухонь, является важной частью вегетарианского меню. Это, в частности, многие блюда индийской, ливанской, итальянской и эфиопской кухонь, а также средиземноморская и восточноазиатская кухни в целом. В них изобилие блюд из лапши, риса, бобовых, пшеницы, овощей и т. п.
Русская кухня богата вегетарианскими блюдами из круп, бобовых и корнеплодов.

### Примеры
Некоторые популярные среди вегетарианцев разных стран мира блюда, которые традиционно являются вегетарианскими или даже веганскими (или в которых наличие убойной пищи необязательно):
- Большинство хлебобулочных изделий: разные сорта хлеба, булок, лаваши, бхатуры, питы, кренделя, сушки, соломки, бейгели, брецели, чиабатта, и т. д.;
- Каши: овсяная, пшённая, рисовая, ячневая, манная, кукурузная, гречневая, амарантовая и т. д.;
- Блюда из бобовых и соевых продуктов: гороховая каша; тушёные бобы и фасоль; гороховые, бобовые и фасолевые супы; блюда (обычно жареные) из тофу и темпе; оладьи, лепёшки, котлеты, фрикадельки и прочие изделия из бобовых или муки из них (гороховая мука, нутовая мука);
- Блюда из макаронных изделий, в том числе многие итальянские (всевозможные макаронные изделия с томатным или другим соусом) и азиатские блюда (лапша в жарком и супах);
- Блюда из риса: блюда из отварного риса, овощные и фруктовые пловы (арабская и средневосточная кухни), ризотто (итальянская кухня), вегетарианская паэлья (испанская кухня);
- Пироги;
- Многие салаты на основе овощей или фруктов;
- Овощная икра, рагу, тушёные и запечённые блюда из овощей и бобовых, фаршированные овощи;
- Блюда из картофеля с различными соусами и гарнирами: отварной, печёный, жареный картофель; картофель фри; картофельное пюре; котлеты и оладьи из картофеля и т. п.;
- Различные вегетарианские версии супов: борщ, гаспачо (испанская кухня), суп мисо (японская кухня), суп минестроне (итальянская кухня), суп с клёцками и многие другие;
- Блины, сухие завтраки (гранола), тосты;
- Многие виды чипсов, крекеров, галет, сухариков и т. п.;
- Многие виды выпечки и пирожных, печенья, шоколада, конфет, мармелада, прочих сладостей (в том числе восточные веганские сладости — халва, рахат-лукум, чурчхела и т. д.);
- Бутерброды и сэндвичи (с вегетарианскими паштетами, листовым салатом, разными овощами, сырами, грибами, авокадо и т. п.);
- Кукуруза и кукурузные чипсы;
- Блюда славянской кухни: пирожки; каши; вегетарианские супы (борщ, щи, окрошка); квашения и соления; печёные овощи и фрукты; пельмени с начинкой из картофеля, грибов и круп; вареники;
- Блюда стран Латинской Америки: гуакамоле и сальса с чипсами, буррито с рисом и фасолью, вегетарианские чили;
- Блюда итальянской кухни: спагетти, макароны и прочие макаронные изделия с соусом; полента; ньокки; вегетарианские разновидности пиццы, ризотто, тортеллини, равиоли, лазаньи;
- Блюда и сладости стран Ближнего Востока: фалафель, хумус, кускус, халва, щербет, козинак;
- Множество блюд индийской кухни: пакоры, пури, самосы, пападам, кичари, чатни, разные карри, и т. п.

## Адаптация блюд

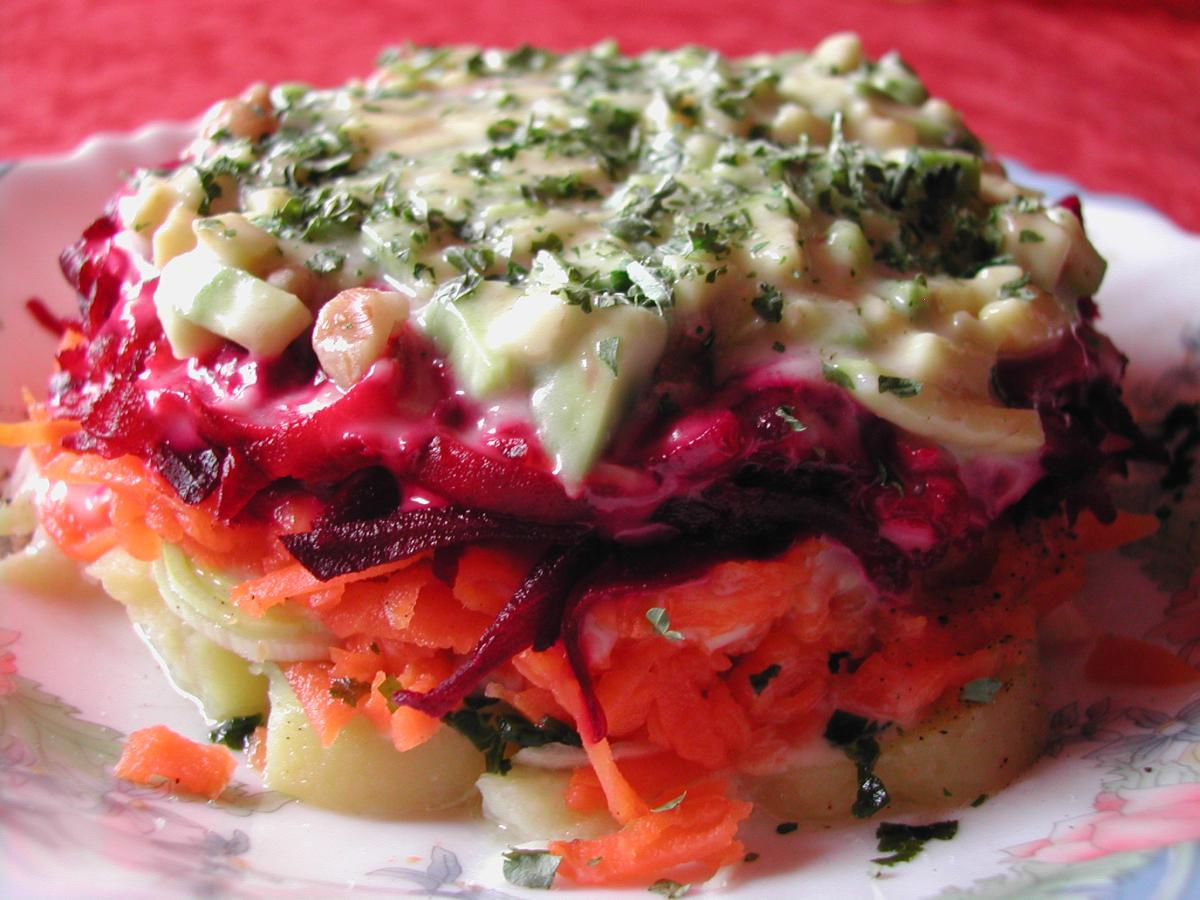
Веганизированная версия салата «Сельдь под шубой». Сельдь заменена морскими водорослями, яйца заменены авокадо, используется майонез без яиц

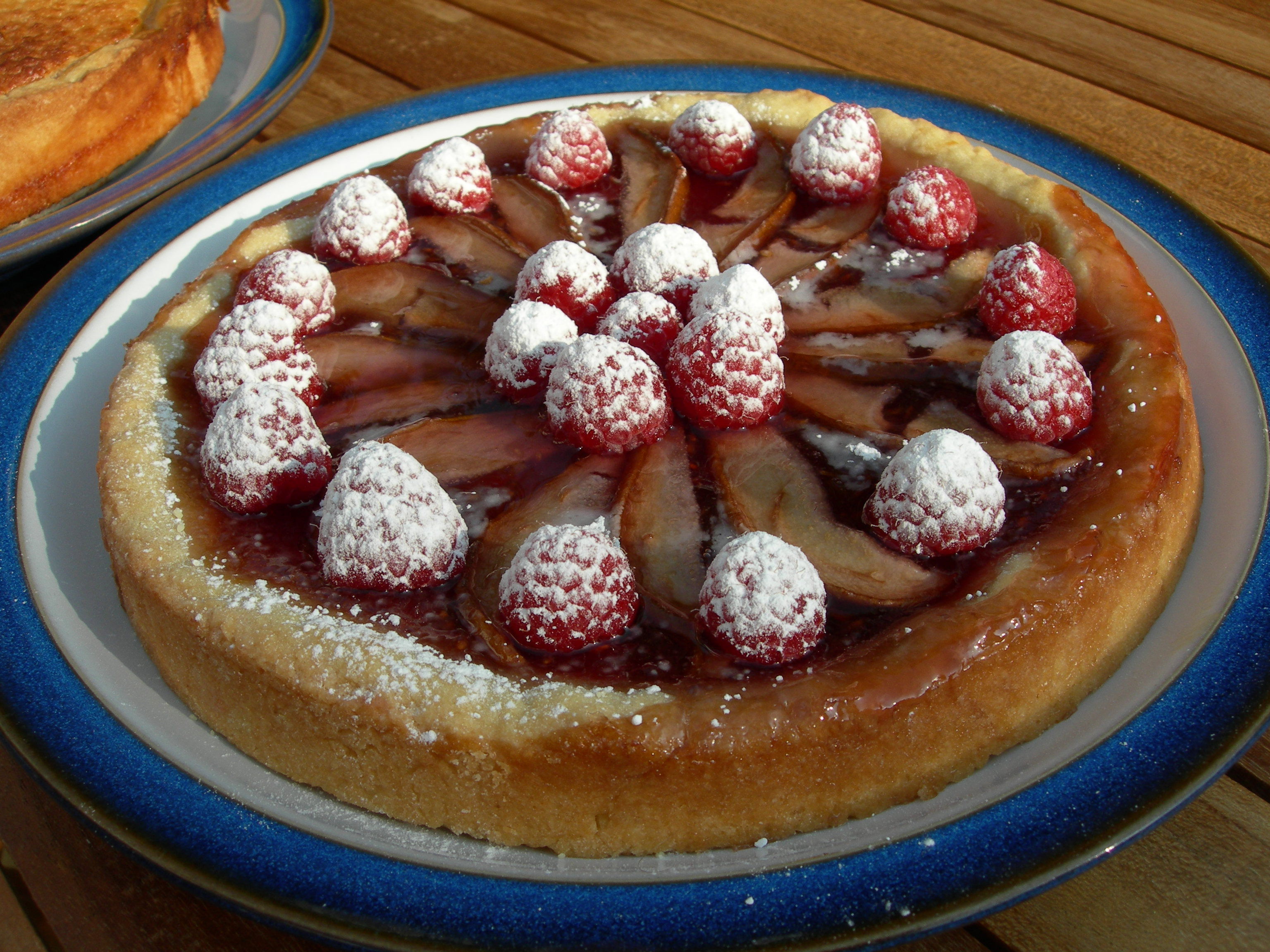
Веганский грушево-малинный открытый пирог

Вегетарианская кухня также включает в себя блюда, которые являются адаптированными версиями невегетарианских блюд. Рецепты «вегетаризированы» или даже «веганизированы» путём замены животных продуктов растительными.
В этом разделе вегетарианской кухни активно используются аналоги или заменители мяса, рыбы и прочей убойной пищи, а также молока и яиц. Это, в частности, такие продукты, как тофу, соевое мясо, сейтан, темпе, растительное молоко (рисовое, соевое).
Некоторые вегетарианцы отвергают адаптированные блюда, предпочитая только традиционные, хотя адаптированные версии являются абсолютно вегетарианскими.
- Мясо, птица и рыба

заменяются продуктами, богатыми растительным белком. Среди них: соевое мясо, сейтан, темпе, бобы, фасоль, тофу, иногда грибы, баклажаны, авокадо, картофель. При приготовлении таких продуктов часто используются специи и маринады. Иногда же мясо просто исключается из рецепта, причём его недостаток в блюде может компенсироваться увеличением количества овощей или других продуктов.
- Коровье молоко

заменяется водой, соевым, рисовым, кокосовым или иным растительным молоком.
- Яйца

Вегетарианцы употребляют яйца, поэтому замена их более актуальна веганам. В блинах и выпечке яйца иногда заменяются отваром нута, пюрироваными бананами и тофу, крахмалосодержащей мукой (пшеничная, рисовая, картофельная), прочими специальными растительными заменителями и т.д, а также комбинацией нескольких заменителей. Кроме этого, вместо яиц в выпечке можно использовать куркуму, которая скрепляет тесто и делает его жёлтым. В других блюдах яйца можно заменить иногда мукой, авокадо, картофелем. В солёных блюдах вместо яиц можно добавить чёрную соль, так как она имеет запах яиц.
- Сливочное масло, животный жир

заменяются всевозможными растительными маслами, растительными маргаринами и т. п. На бутербродах — вегетарианскими паштетами и авокадо, какао-маслом. Некоторые растительные масла (например, кокосовое и пальмовое) и маргарины, так же как и животные жиры, богаты насыщенными жировыми кислотами.
- Сыр

для придания блюдам сырного вкуса, а соусам в дополнение к нему и густой консистенции плавленого сыра, иногда используются пищевые дрожжи.
- Мёд

безубойная пища, вегетарианцами употребляется. У веганов заменяется вареньем, патокой, сиропом из сахарной свеклы, кленовым сиропом.